# یادداشت تفاهم
یادداشت تفاهم بیانگر توافق دوجانبه یا چندجانبه میان طرفین است. این نوع سند برای بیان همگرایی اراده‌های طرفین و توافق مقامات اجرایی ۲ کشور به منظور افزایش همکاری در زمینه‌های مختلف اقتصادی، فرهنگی، بازرگانی، فنی و دیگر موارد به کار می‌رود. یادداشت تفاهم اغلب در مواردی کارایی دارد که طرفین قصد ایجاد تعهدات حقوقی را ندارند یا در موقعیتی نیستند که بتوانند تعهد حقوقی الزام‌آوری ایجاد نمایند و صرفاً می‌خواهند سندی را که به امضا رسانده‌اند، برنامه‌ریزی برای مذاکرات آینده باشند یا نحوهٔ اجرای یک توافق دیگر را مشخص می‌کند. یادداشت تفاهم یک آلترناتیو رسمی‌تر از موافقت‌نامه‌های نزاکتی است.

در روابط بین‌الملل یادداشت تفاهم در زیر مجموعهٔ گستردهٔ معاهدات قرار می‌گیرد و باید در پایگاه داده‌های معاهدات سازمان ملل متحد ثبت شوند. به عنوان یک واقعیت در دنیای حقوق، اگرچه این سند از رسمیت کم‌تری برخوردار است و نوعاً مستلزم تصویب نیست، اما می‌تواند به عنوان یک توافق لازم‌الاجرا تلقی شود و توسط دولت یا سازمان‌های بین‌المللی وارد مرحلهٔ اجرا شود.
از مزایا یادداشت تفاهم بر دیگر اسناد رسمی این است که از آن‌جا که طرفین به منظور دوری جستن از تعهدات حقوقی بین‌المللی به امضای این سند روی می‌آورند، این سند می‌تواند در بیش‌تر کشورها بدون تصویب مجلس از قدرت اجرایی برخوردار باشد.‏ در ایران طبق اصل ۷۷ قانون اساسی عهدنامه‌ها، مقاوله نامه‌ها، قراردادها و موافقت‌نامه‌های بین‌المللی باید به تصویب مجلس شورای اسلامی برسد. با این‌که یادداشت تفاهم نیاز به تصویب مجلس ندارد اما طبق نظر شورای نگهبان اگر تعهد حقوقی ایجاد نماید به منزلهٔ قراداد است و باید به تصویب مجلس برسد.